# اپیتاسیولاندیا
اپیتاسیولاندیا (به پرتغالی: Epitaciolândia) یکی از شهرستان های برزیل است که در اکری واقع شده‌است.

## خصوصیات
اپیتاسیولاندیا ۱٬۶۵۹ کیلومترمربع مساحت و ۱۳٬۴۳۴ نفر جمعیت دارد.